# پولیفون

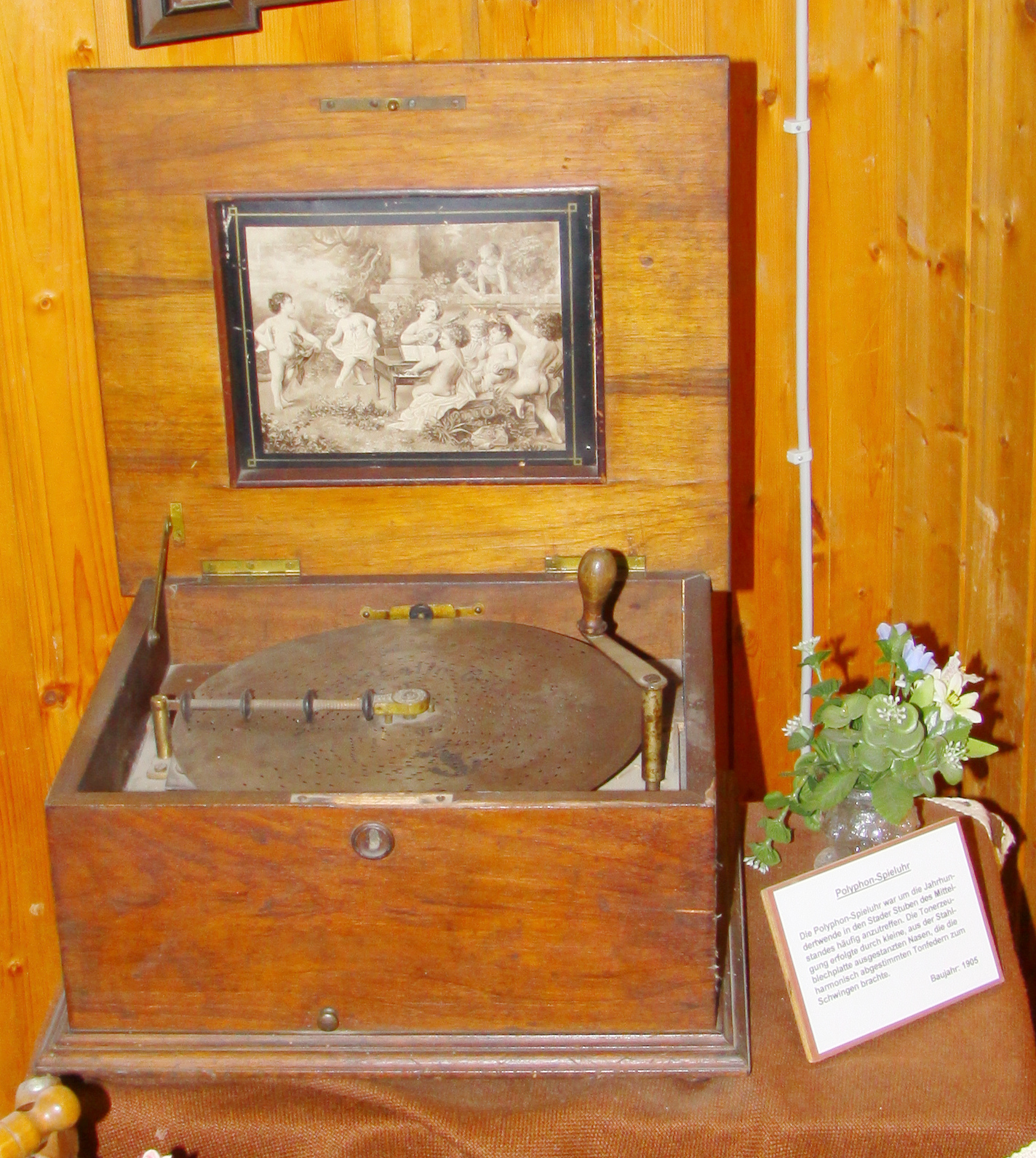
یک دستگاه پولیفون، ساختهٔ ۱۹۰۵ میلادی

پولیفون (آلمانی: Polyphon) یک جعبه موسیقی بود که توسط شرکت آلمانی پولیفون موزیک‌ورک ساخته می‌شد. این شرکت که در لایپزیگ مستقر بود، این دستگاه را در ۱۸۷۰ میلادی ساخت و از حدود ۱۸۹۷ به تولید انبوه آن پرداخت که تا اوایل دههٔ ۱۹۰۰ ادامه داشت.
دستگاه‌های پولیفون در اقصا نقاط جهان فروخته می‌شدند و صفحه‌های موسیقی این دستگاه در کشورهای انگلستان، فرانسه و آلمان (و نیز کشورهای روسیه، لهستان و منطقهٔ بالکان) توزیع می‌شدند. پولیفون همچنین یک ناشر موسیقی هم بود و از سال ۱۹۰۸ با همین نام، و پس از سال ۱۹۱۳ با نام پولیفون موزیک و پولیفون رکورد و تحت مجوز پالیدور رکوردز به نشر موسیقی می‌پرداخت.
شرکت دویچه گرامافون یکی از زیرمجموعه‌های پولیفون بود؛ امروزه این شرکت یکی از بزرگترین ناشران موسیقی در آلمان است و زیرمجموعهٔ گروه موسیقی یونیورسال شده‌است.
شرکت پولیفون در سال ۱۹۳۲ عملاً با دویچه گرامافون یکی شد، سهامش به شرکت پالیدور فروخته شد، و فعالیتش به پایان رسید.

## یادداشت
1. ↑  Polyphon Musikwerke
2. ↑  Polyphon Musik
3. ↑  Polyphon Record